# Coteaux de la Citadelle

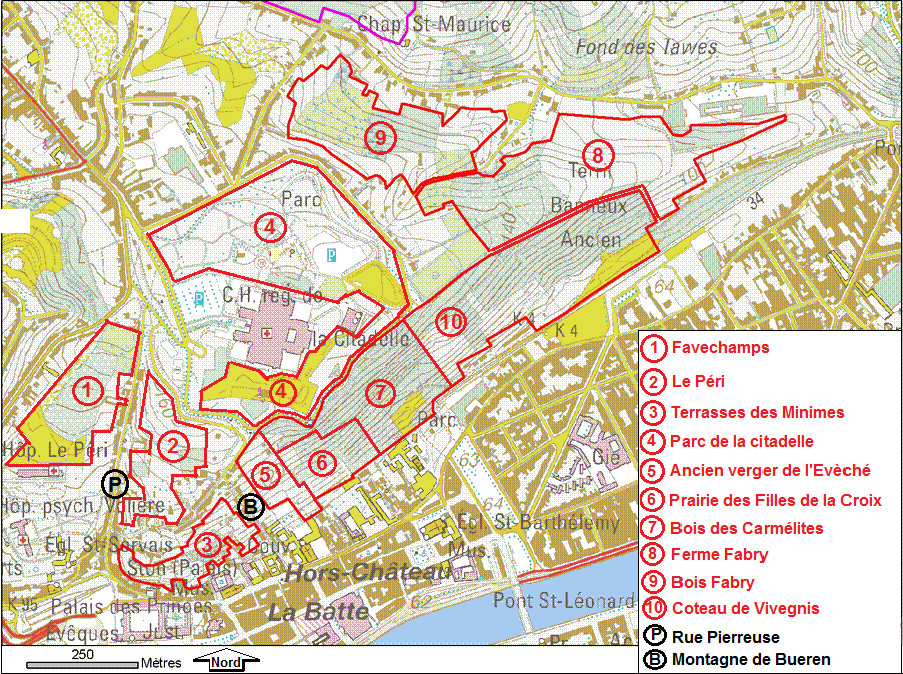
Carte des zones SGIB des Coteaux de la Citadelle.

Les Coteaux de la Citadelle sont un espace champêtre de plus de 90 hectares situé en partie dans le centre historique de Liège, dont près de la moitié sont classés au patrimoine naturel de la Région wallonne. Le site compte plus de soixante monuments classés au patrimoine matériel par la Région wallonne et comporte 13 kilomètres de promenades pédestres fléchées.

## Toponymie
Les coteaux tiennent leur dénomination de la présence à leur sommet de l'ancienne citadelle de Liège.

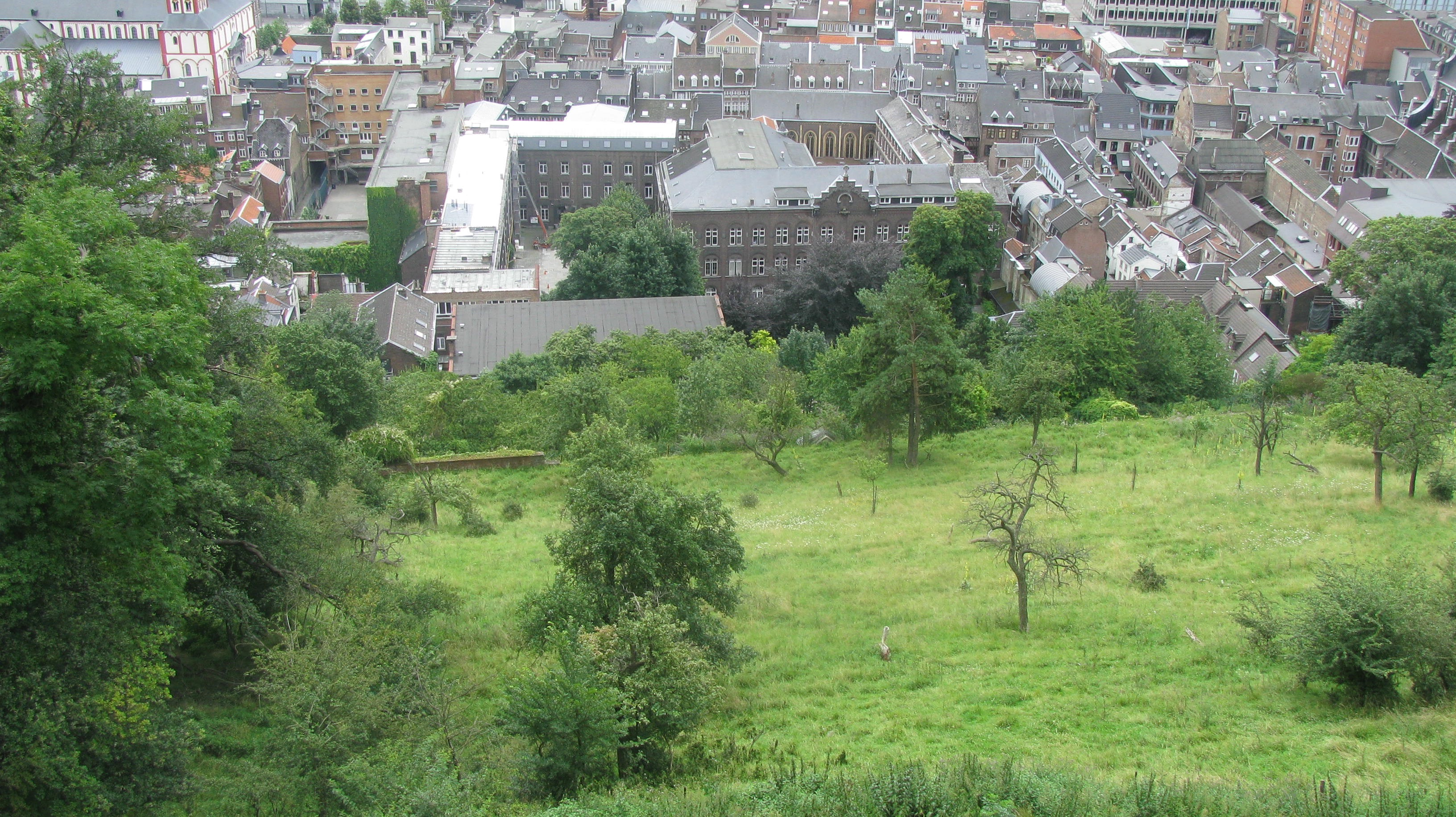
Vue des coteaux de la Citadelle.

## Situation et description
Cet espace, qui présente une différence d'altitude verticale de 90 mètres est principalement constitué par le versant gauche de la vallée de la Meuse s'étendant depuis la rue Montagne Sainte-Walburge jusqu'à la rue Fond des Tawes mais aussi par le versant droit du vallon sec des Tawes qui servait jadis de glacis nord-est à la citadelle.
40,07 hectares de cette surface sont classés en tant que Site de grand intérêt biologique (SGIB) par la Région wallonne. Plus de nonante espèces animales dont seize à valeur patrimoniale, y sont présentes.
Plus de soixante monuments et sites, témoins de l'évolution de la Cité de Liège depuis le VIIIe siècle, sont également classés au patrimoine matériel de l'Institut du patrimoine wallon.

## Sites
Les coteaux sont divisés en huit sites ayant chacun leur attrait propre. De l'ouest vers l'est, il s'agit de :

### Favechamps
Favechamps qui signifie, en ancien français, « champs de fèves » est la zone la plus champêtre des coteaux.

### Le Péri
En wallon, péri signifie « carrière de pierre ». Il s'agit de la zone qui s'étend à l'est de la rue Pierreuse jusqu'à la Montagne de Bueren et surplombant les Terrasses des Minimes. Jusqu'au XIXe siècle, ce périmètre est uniquement occupé par les vignobles et les vergers des différents ordres religieux installés au pied des coteaux. Ce n'est qu'avec la révolution industrielle apparue pendant la seconde moitié du XIXe siècle et surtout grâce à la réalisation de la Montagne de Bueren en 1880, que l'anthropisation du paysage se produit pour acquérir son caractère semi-urbain actuel.

### Terrasses des Minimes
Son nom lui vient de la présence des ruines du Couvent des Minimes et de leur jardin en terrasses installé au-dessus de la Commanderie de l'ordre Teutonique de Saint-André. Partie intégrante du centre historique de la ville, c'est probablement l'endroit le plus attrayant des coteaux au point de vue patrimoine historique.

### Montagne de Bueren
Cet escalier monumental de 374 marches gravit la colline en ligne droite. C'est à son pied que l'on découvre l'ancien couvent des Ursulines et l'impasse des Ursulines qui serpente dans l'ouest des coteaux.

### Parc de la citadelle

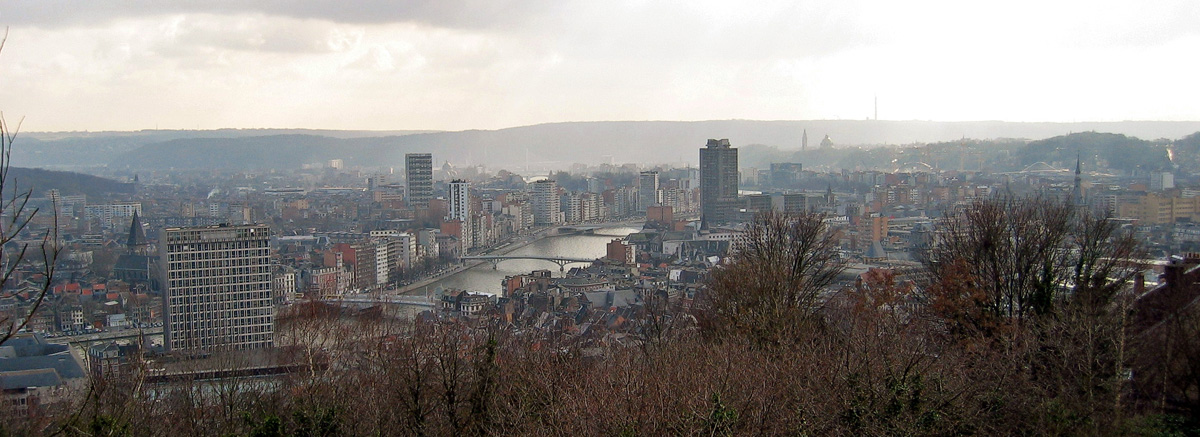
Liège au mois de mars vue avant le moment du coucher de soleil depuis la citadelle.

Ce parc arboré avec son gazon régulièrement tondu est la zone qui a le moins de naturalité. Il n'en n'offre pas moins quelques lieux d'intérêt tel les deux panoramas urbains les plus étendus sur la ville et ses faubourgs, les vestiges classés de l'ancienne citadelle, l'enclos des fusillés et le puits de Païenporte datant du XIVe siècle. C'est aussi ici qu'est établi, depuis le 2 mars 1989, le CHR de la Citadelle.

### Bois des Carmélites
C'est la zone la plus vaste des coteaux. Elle peut être divisée en trois espaces typiques différents.
- Ancien verger de l’Évêché : ce terrain enclavé, difficile d'accès et appartenant toujours au diocèse de Liège est à l'abandon et ressemble plus à un bois qu'à un verger bien que certains arbres fruitiers subsistent en son sein.
- Prairie des Filles de la Croix : propriété des Filles de la Croix installées dans l'ancien couvent des Capucines, cette prairie est difficilement accessible, soit par les nombreuses impasses de la rue Hors-Château, soit par le sentier de randonnée des Clématites[note 3]. Elle est régulièrement broutée par un troupeau de moutons et de chèvres itinérant. Cet espace est aussi très intéressant pour sa biodiversité, son paysage de bocage et les perspectives insolites qu'il offre sur la ville.
- Bois des Carmélites stricto sensu : à l'instar du Péri, cette colline était essentiellement occupée, jusqu'au XIXe siècle, par des vignobles et des vergers appartenant, entre autres, aux Carmes déchaux de Hors-Château. Actuellement, elle est occupée par une végétation de plantes ligneuses qui abrite nombre d'oiseaux cavernicoles dont des troglodytes mignons. Il est parcouru par plusieurs sentiers dont le sentier de randonnée des Clématites qui offre à intervalle régulier une vue sur les vestiges de la muraille des Sî cin grés (« Six cents marches » en wallon) érigée en 1204.

### Ferme et bois Fabry
Son appellation provient du nom de l'ancienne famille propriétaire du site dont l'un des membres — Jacques-Joseph — fut quatre fois bourgmestre bicéphale de Liège pendant l'ancien régime principautaire.

La zone dite de la ferme occupe la crête de la colline qui sépare la vallée de la Meuse du vallon sec des Tawes tandis que le bois occupe l'ancien glacis nord-est de la citadelle.

### Coteau de Vivegnis
Cet endroit, établi sur l'ancien terril du Bânneux — aujourd'hui complètement arasé —, est le plus oriental des coteaux et constitue le prolongement du bois des Carmélites. Sa faune et sa flore sont assez similaires à celles de celui-ci. Ce coteau est aussi considéré comme le berceau de la viticulture, apparue au IXe siècle, au Pays de Liège.

## Évènementiel
Outre des visites guidées organisées soit par l'office de tourisme de la Ville de Liège, soit par le guide-conférencier Fabrice Muller, deux évènements annuels ponctuent la vie des coteaux :
- Jardins et coins secrets liégeois : depuis 1993, chaque dernier dimanche de juin, un circuit balisé permet de découvrir des jardins privés ou des coins méconnus disséminés sur les coteaux[7] ;
- La nocturne des coteaux : depuis 1994, chaque premier samedi d'octobre, une fête illumine avec plus de 20 000 bougies les nombreuses impasses, cours, escaliers et terrasses, proposant un parcours dans les coteaux agrémenté de petites étapes festives : carillon, orgues de barbarie, animations musicales et théâtrales avant de se terminer par un feu d'artifice sur l'esplanade Saint-Léonard[8].

Le printemps des coteaux : En 2015, une journée familiale a été organisée au mois de mai par l'office du tourisme de la Ville de Liège, journée remplie d'animations, dégustations, concerts, jeux de piste, visites guidées...

## Menace pour le patrimoine
Depuis janvier 2011, la société Vranken-Pommery Monopole tente d'obtenir l'autorisation d'implanter des vignes dans la partie orientale des coteaux bien qu'il s'agisse à la fois d'une zone verte et d'une zone classée au patrimoine wallon,. Une association, Sauvegarde et Avenir des Coteaux de la Citadelle, s'est constituée autour de cette problématique.